# Luiza Gega
Luiza Gega (née le 4 novembre 1988 dans le district de Dibër) est une athlète albanaise, spécialiste du demi-fond.
D'abord coureuse de 1 500 m, où elle atteint la finale européenne et mondiale, elle se dirige par la suite sur 3 000 m steeple et y remporte le titre européen en 2022 à Munich, la première médaille d'or de l'histoire de l'Albanie.

## Biographie
Elle bat le record d'Albanie du 1 500 m en 4 min 5 s 11 le 15 juin 2013 à Szczecin ce qui la qualifie pour les championnats du monde à Moscou de la même année.
Le 10 juillet 2016, Gega obtient sa 1re médaille internationale en devenant vice-championne d'Europe du 3 000 m steeple à l'occasion des Championnats d'Europe d'Amsterdam. Devancée par l'Allemande Gesa Felicitas Krause (9 min 18 s 85), elle établit un nouveau record d'Albanie en 9 min 28 s 52.
Elle est désignée porte-drapeau de son pays pour les Jeux olympiques de Rio, une « revanche » pour celle qui a dû faire face à la destruction de son stade d'entrainement ou celle qui concourra sans équipe médicale.
Le 17 février 2017, elle bat son propre record national du 1 500 m en salle à Istanbul en 4 min 06 s 66, tout juste une semaine après son record sur 3 000 m à Eaubonne (8 min 52 s 53). Le 15 juin, elle améliore son propre record du 3 000 m steeple lors des Bislett Games d'Oslo avec le temps de 9 min 26 s 05.
En 2018, à l'occasion du meeting Golden Gala de Rome, Luiza Gega abaisse son record du steeple à 9 min 22 s 00. Le 28 juin, à Tarragone, elle bat la championne olympique 2012 Habiba Ghribi en finale des Jeux méditerranéens : en 9 min 27 s 73, record des Jeux, l'Albanaise parvient à décrocher la médaille d'or, devançant de près de 7 secondes la Tunisienne. Elle entre dans l'histoire de son pays en remportant le premier titre pour l'Albanie en athlétisme, aux Jeux méditerranéens.
Le 12 août 2018, à Berlin, elle termine 4e des championnats d'Europe sur 3 000 m steeple en 9 min 24 s 78, à 32 centièmes du podium.
Elle se classe 9e des championnats du monde 2019 à Doha en 9 min 19 s 93,, record personnel et record d'Albanie.
Le 4 octobre 2020, elle remporte le marathon de Skopje et établit un nouveau national de la distance en 2 h 35 min 34 s. Elle détient désormais 12 records d'Albanie, respectivement du 800 m (plein air et salle), 1 500 m (plein air et salle), 3000 m (plein air et salle), 5 000 m, 10 000 m, 3 000 m steeple, 10 km, semi-marathon et du marathon.

## Palmarès
| Date | Compétition                       | Lieu      | Résultat | Épreuve         | Temps          |
| ---- | --------------------------------- | --------- | -------- | --------------- | -------------- |
| 2010 | Championnats d'Europe par équipes | Il-Marsa  | 1re      | 800 m           | 2 min 07 s 39  |
| 2010 | Championnats d'Europe par équipes | Il-Marsa  | 1re      | 1 500 m         | 4 min 23 s 20  |
| 2011 | Championnats d'Europe par équipes | Reykjavik | 1re      | 1 500 m         | 4 min 19 s 50  |
| 2011 | Championnats d'Europe par équipes | Reykjavik | 2e       | 3 000 m st.     | 10 min 02 s 88 |
| 2011 | Championnats des Balkans en salle | Sliven    | 1re      | 1 500 m         | 4 min 14 s 22  |
| 2011 | Universiade                       | Shenzhen  | 7e       | 800 m           | 2 min 04 s 13  |
| 2012 | Championnats des Balkans en salle | Istanbul  | 1re      | 1 500 m         | 4 min 10 s 75  |
| 2012 | Championnats du monde en salle    | Istanbul  | 10e      | 1 500 m         | 4 min 13 s 45  |
| 2013 | Championnats des Balkans en salle | Istanbul  | 1re      | 1 500 m         | 4 min 14 s 65  |
| 2013 | Jeux méditerranéens               | Mersin    | 4e       | 800 m           | 2 min 01 s 96  |
| 2013 | Jeux méditerranéens               | Mersin    | 2e       | 1 500 m         | 4 min 05 s 63  |
| 2013 | Universiade                       | Kazan     | 2e       | 1 500 m         | 4 min 08 s 71  |
| 2014 | Championnats des Balkans en salle | Istanbul  | 1re      | 1 500 m         | 4 min 07 s 84  |
| 2014 | Championnats du monde en salle    | Sopot     | 6e       | 1 500 m         | 4 min 08 s 24  |
| 2014 | Championnats d'Europe par équipes | Tbilissi  | 1re      | 800 m           | 2 min 01 s 31  |
| 2014 | Championnats d'Europe par équipes | Tbilissi  | 1re      | 1 500 m         | 4 min 08 s 58  |
| 2014 | Championnats d'Europe             | Zurich    | 11e      | 1 500 m         | 4 min 12 s 25  |
| 2015 | Jeux Européens                    | Bakou     | 2e       | 800 m           | 2 min 02 s 36  |
| 2015 | Jeux Européens                    | Bakou     | 1re      | 1 500 m         | 4 min 11 s 58  |
| 2015 | Championnats des Balkans          | Pitești   | 2e       | 800 m           | 2 min 03 s 45  |
| 2015 | Championnats des Balkans          | Pitești   | 1re      | 1 500 m         | 4 min 08 s 74  |
| 2016 | Championnats des Balkans en salle | Istanbul  | 1re      | 1 500 m         | 4 min 06 s 89  |
| 2016 | Championnats du monde en salle    | Portland  | 16e      | 1 500 m         | 4 min 16 s 12  |
| 2016 | Championnats d'Europe             | Amsterdam | 2e       | 3 000 m st.     | 9 min 28 s 52  |
| 2017 | Championnats d'Europe en salle    | Belgrade  | 5e       | 1 500 m         | 4 min 11 s 64  |
| 2018 | Championnats des Balkans en salle | Istanbul  | 1re      | 3 000 m         | 9 min 00 s 67  |
| 2018 | Jeux méditerranéens               | Tarragone | 1re      | 3 000 m st.     | 9 min 27 s 73  |
| 2018 | Championnats d'Europe             | Berlin    | 4e       | 3 000 m st.     | 9 min 24 s 78  |
| 2019 | Championnats des Balkans en salle | Istanbul  | 1re      | 3 000 m         | 8 min 56 s 04  |
| 2019 | Championnats du monde             | Doha      | 9e       | 3 000 m st.     | 9 min 19 s 93  |
| 2019 | Jeux mondiaux militaires          | Wuhan     | 3e       | 3 000 m st.     | 9 min 26 s 35  |
| 2021 | Jeux olympiques                   | Tokyo     | 13e      | 3 000 m st.     | 9 min 34 s 10  |
| 2022 | Jeux méditerranéens               | Oran      | 1re      | 3 000 m st.     | 9 min 14 s 29  |
| 2022 | Championnats du monde             | Eugene    | 5e       | 3 000 m st.     | 9 min 10 s 04  |
| 2022 | Championnats d'Europe             | Munich    | 1re      | 3 000 m st.     | 9 min 11 s 32  |
| 2023 | Jeux européens                    | Chorzów   | 1re      | 3 000 m st.     | 9 min 17 s 31  |
| 2023 | Championnats du monde             | Budapest  | 8e       | 3 000 m steeple | 9 min 10 s 27  |

## Records
| Épreuve         | Épreuve         | Temps                | Lieu       | Date            |
| --------------- | --------------- | -------------------- | ---------- | --------------- |
| 800 mètres      | En plein air    | 2 min 01 s 31 (NR)   | Tbilissi   | 21 juin 2014    |
| 800 mètres      | En salle        | 2 min 02 s 27 (NR)   | Le Pirée   | 10 février 2013 |
| 1 500 mètres    | En plein air    | 4 min 02 s 63 (NR)   | Doha       | 15 mai 2015     |
| 1 500 mètres    | En salle        | 4 min 06 s 66 (NR)   | Istanbul   | 17 février 2017 |
| 3 000 mètres    | En plein air    | 8 min 46 s 61 (NR)   | Elbasan    | 23 mai 2022     |
| 3 000 mètres    | En salle        | 8 min 44 s 46 (NR)   | Karlsruhe  | 31 janvier 2020 |
| 3 000 m steeple | 3 000 m steeple | 9 min 10 s 04 (NR)   | Eugene     | 20 juillet 2022 |
| 5 000 m         | 5 000 m         | 15 min 16 s 47 (NR)  | Craiova    | 19 juin 2022    |
| 10 000 m        | 10 000 m        | 32 min 16 s 25 (NR)  | Birmingham | 5 juin 2021     |
| Semi-marathon   | Semi-marathon   | 1 h 10 min 58 s (NR) | Tirana     | 10 avril 2022   |
| Marathon        | Marathon        | 2 h 35 min 34 s (NR) | Skopje     | 4 octobre 2020  |